# Lalgudi Jayaraman

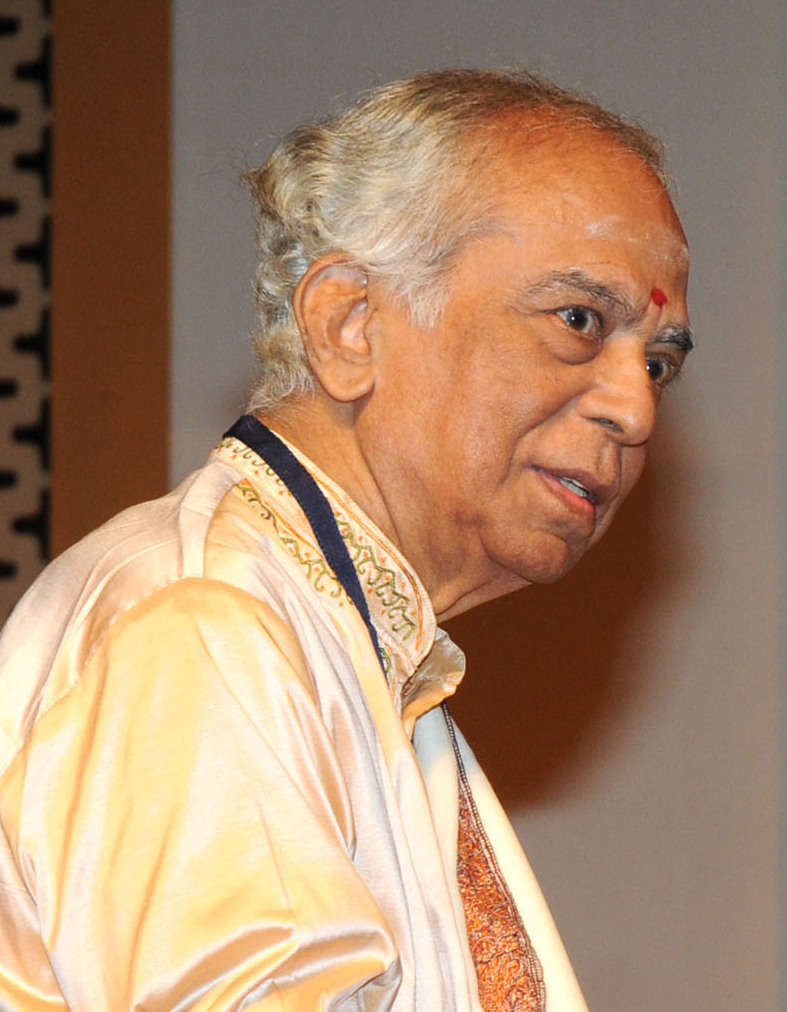
Foto de Lalgudi G. Jayaraman.

Lalgudi Gopala Iyer Jayaraman (Tamil: லால்குடி கோபால ஐயர் ஜெயராமன்; Chennai, 17 de septiembre de 1930 - Chennai, 22 de abril de 2013) fue un violinista, vocalista y compositor indio de música carnática. Sus premios incluyen el Premio Nacional de Cine a la Mejor Dirección de Música por su banda sonora para la película Sringaram: Dance of Love.
Sus discípulos incluidos sus dos hijos, Lalgudi G. J. R. Krishnan, Lalgudi Vijayalakshmi, son los reconocidos exponentes Harikatha Vishaka Hari, Saketharaman, Vittal Ramamurthy, Dr.N.Shashidhar, el líder Vainika Srikanth Chary y el nominado Premio de la Academia Bombay Jayashri Ramnath.

## Primeros años
Nacido en el linaje de un discípulo del músico santo Thyagaraja, Sri Lalgudi Jayaraman heredó la esencia de la música carnática de su versátil padre, V R Gopala Iyer, quien lo entrenó.

## Carrera
A la edad de 12 años, comenzó su carrera musical como violinista acompañante a los músicos carnátic antes de levantarse como prominente solista.